# Malcolm Hill
Malcolm Hill, né le 26 octobre 1995 à Saint-Louis dans le Missouri, est un joueur américain de basket-ball évoluant au poste d'ailier. Il mesure 1,96 m.

## Biographie

### Bulls de Chicago (2022-2023)
Il rejoint les Bulls de Chicago en janvier 2022 d'abord avec un contrat de 10 jours puis avec un contrat two-way. Hill est licencié par les Bulls en février 2023.
En janvier 2024, il signe un contrat de 10 jours avec les Pelicans de La Nouvelle-Orléans mais ne joue pas avec la franchise.
En février 2024, il signe un contrat two-way avec les Pelicans. Il est coupé en octobre 2024.

## Statistiques

### Universitaires
| Saison    | Équipe   | Matchs | Titul. | Min./m | % Tir | % 3pts | % LF | Rbds/m. | Pass/m. | Int/m. | Ctr/m. | Pts/m. |
| --------- | -------- | ------ | ------ | ------ | ----- | ------ | ---- | ------- | ------- | ------ | ------ | ------ |
| 2013-2014 | Illinois | 35     | 12     | 14.1   | 38.3  | 34.1   | 77.0 | 2.4     | 0.7     | 0.3    | 0.1    | 4.4    |
| 2014-2015 | Illinois | 33     | 32     | 30.6   | 44.3  | 38.9   | 78.1 | 4.8     | 1.3     | 0.8    | 0.2    | 14.4   |
| 2015-2016 | Illinois | 34     | 34     | 35.1   | 43.6  | 31.4   | 82.1 | 6.6     | 3.3     | 1.2    | 0.4    | 18.1   |
| 2016-2017 | Illinois | 35     | 35     | 33.3   | 43.4  | 35.5   | 78.4 | 5.1     | 2.9     | 1.2    | 0.4    | 17.2   |